# 卜大順
卜大順（1521年—1561年），字達夫，號簠泉，浙江嘉興府秀水縣人，匠籍，明朝政治人物。

## 生平
嘉靖二十八年（1549年）己酉科浙江鄉試舉人，三十二年（1553年）癸丑科進士。刑部觀政，授當塗縣知縣，改刑部主事，調吏部稽勳司主事，升員外郎、郎中，查閱檔案，吏不敢欺。刑部右侍郎鄭曉為其作墓誌銘。

## 著作
著有《簠泉集》。

## 家族
曾祖卜顒；祖父卜周，義官；父卜宗洛，監生，贈刑部員外郎。前母周氏（贈宜人）；母賀氏（封宜人）。兄卜大同、卜大觀、卜大有。子卜自鄣、卜自邦。